# Кастильо, Хулио
Хулио Сесар Кастильо Торрес (исп. Julio César Castillo Torres; род. 10 мая 1988, Дуран, Гуаяс, Эквадор) — эквадорский боксёр-любитель, выступающий в первой тяжёлой и тяжёлой весовых категориях.
Участник трёх Олимпийских игр (2012, 2016, 2020 годов), серебряный призёр чемпионата мира (2019), трёхкратный призёр Панамериканских игр (2007, 2011, 2019), бронзовый призёр Панамериканского чемпионата (2017), двукратный чемпион Южноамериканских игр (2010, 2022) и двукратный призёр Южноамериканских игр (2006, 2018), многократный чемпион и призёр национального первенства в любителях.

## Биография
Родился 10 мая 1988 года в городе Дуран провинции Гуаяс, в Эквадоре. Занимается боксом с 14 лет. Тренируется у Педро Пабло Сальгадо.

## Любительская карьера

### Панамериканские игры 2007 года
В июле 2007 года стал бронзовым призёром Панамериканских игр в Рио-де-Жанейро (Бразилия) в полутяжёлом весе (до 81 кг).

### Панамериканские игры 2011 года
В октябре 2011 года стал серебряным призёром Панамериканских игр в Гвадалахаре (Мексика) в тяжёлом весе (до 91 кг), в финале проиграв опытному кубинцу Ленье Перо.

### Олимпийские игры 2012 года
В августе 2012 года Кастильо защищал честь страны на Олимпийских играх в Лондоне (Великобритания) выступая в тяжёлой весовой категории (до 91 кг), но занял только 9-е место, проиграв в первом же раунде соревнований (со счётом 12:21) белорусскому боксёру Сергею Корнееву.

### Олимпийские игры 2016 года
И в августе 2016 года на Олимпийских играх в Рио-де-Жанейро (Бразилия) в 1/8 раунде соревнований потерпел поражение (со счётом 0:3) от опытного узбека Рустама Тулаганова — ставшего в итоге бронзовым призёром олимпиады 2016 года.

### 2017 год
В феврале 2017 года завоевал бронзу в весе свыше 91 кг на представительном международном турнире «Странджа» проходившем в Софии (Болгария), в полуфинале проиграв россиянину Ивану Верясову.

### Чемпионат мира 2019 года
В сентябре 2019 года завоевал серебряную медаль чемпионата мира в Екатеринбурге, в четвертьфинале победив по очкам (4:1) индийского боксёра Санжита Санжита, в полуфинале в конкурентном бою раздельным решением судей победив по очкам (3:2) опытного казахстанского боксёра Василия Левита, но в финале уступил боксёру из России Муслиму Гаджимагомедову.

### Олимпийские игры 2020 года
В 2021 году прошёл квалификацию на Олимпийские игры 2020 года.
И в июле 2021 года стал участником Олимпийских игр в Токио, где в 1/8 финала соревнований по очкам проиграл иорданцу Хуссейну Ишаишу.

### 2023—2024 годы
В феврале 2023 года стал серебряным призёром в весе до 92 кг представительного международного турнира «Странджа» проходившего в Софии (Болгария), где он в полуфинале победил американца Джамара Талли, но в финале проиграл опытному бразильскому боксёру Кено Машадо.
В марте 2024 года, в городе Бусто-Арсицио (Италия) участвовал в 1-м мировом Олимпийском квалификационном турнире, где он дошёл до 1/8 финала в весе до 92 кг, в котором по очкам со счётом 0:5 проиграл казаху Айбеку Оралбаю, и не смог завоевать лицензию для участия в Парижской Олимпиаде-2024.